# 자메이카 요리

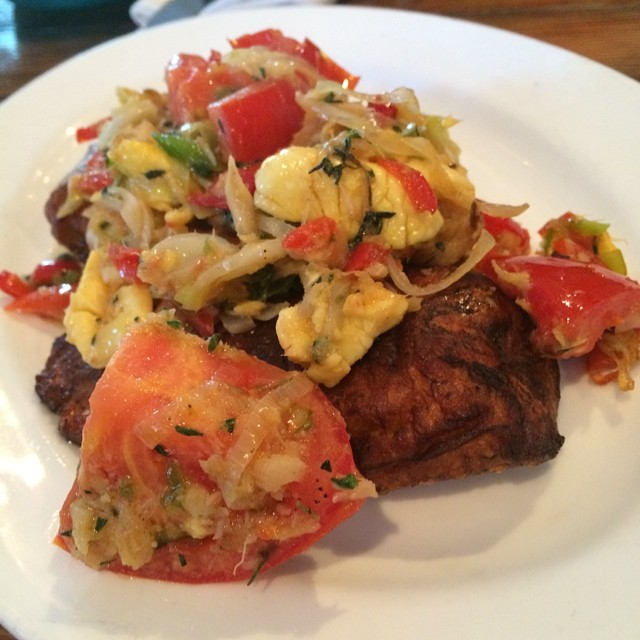
아키 아 살피시

자메이카 요리(Jamaica 料理, 영어: Jamaican cuisine 저메이컨 퀴진[*], 파트와: Jumiekan fuud 주미에칸 푸드)는 카리브 지역에 있는 자메이카의 요리이다.

## 같이 보기
- 카리브 요리